# Nora Astorga
Nora Josefina Astorga Gadea de Jenkins (Managua, 10 dicembre 1948 – Managua, 14 febbraio 1988) è stata una guerrigliera nicaraguense, membro del Fronte Sandinista di Liberazione Nazionale (FSLN) durante la rivoluzione sandinista del 1979. Avvocato, politico, giudice, fu ambasciatrice nicaraguense presso le Nazioni Unite dal 1986 al 1988.

## Biografia
Astorga nacque a Managua in una famiglia religiosa della classe medio-alta. Era la prima figlia di Segundo Astorga, un esportatore di legname e allevatore con legami con la potente famiglia regnante Somoza, e di sua moglie Mierrel Gadea.  Nella sua giovinezza era una devota cattolica romana, per undici anni studiò in una scuola di suore teresiane a Managua, con le quali insegnò catechismo nei quartieri marginali di Managua.
Terminato il liceo, partecipò ai primi scioperi e occupazioni di chiese promosse dal Fronte Studentesco Rivoluzionario (FER). Il padre l'accusò di essere una "comunista". All'età di 16 anni si unì al Partito Conservatore, che vedeva come una possibilità di cambiamento. Fu coinvolta nella campagna elettorale di Fernando Agüero Rocha, ma, dopo la prospettiva Agüero-Somoza, fu rapidamente delusa dai partiti politici esistenti. Comunque, nel 1967 Astorga annunciò con sgomento della sua famiglia che alle elezioni presidenziali sosteneva Fernando Agüero, non il suo avversario Anastasio Somoza Debayle. Per la sua sicurezza personale e per "raddrizzarla", la famiglia la mandò a studiare medicina negli Stati Uniti, dove rimase dal 1967 al 1969. Tuttavia, le dissezioni degli animali la disturbarono e dovette abbandonare gli studi. Disse degli anni trascorsi a Washington, D.C.: "Ciò che mi ha colpito di più degli Stati Uniti sono stati i contrasti sociali e soprattutto il razzismo. Non avevo mai visto un razzismo del genere in Nicaragua... Allora è nata la mia coscienza politica".

## Impegno rivoluzionario
In seguito Astorga tornò in Nicaragua e studiò legge all'Universidad Centroamericana di Managua. La sua associazione con i rivoluzionari sandinisti del Nicaragua iniziò durante i suoi anni da studentessa universitaria. Dal 1969 al 1973 fu responsabile della ricerca di case sicure e del trasporto per il leader rivoluzionario Oscar Turcios.
All'età di 22 anni sposò Jorge Jenkins, uno studente attivista. La giovane coppia trascorse l'anno successivo in Italia, dove lui studiò antropologia e lei diritto bancario e programmazione informatica. Ebbero due figli e si separarono dopo cinque anni di matrimonio. Durante questo periodo, Astorga condusse una doppia vita come madre di due figli e avvocato aziendale per una delle più grandi società di costruzioni del Nicaragua, mentre aiutava clandestinamente i sandinisti.
Dopo l'assassinio delgiornalista  dell'opposizione Pedro Joaquín Chamorro  nel 1978, Astorga decise di prendere le armi contro il regime di Somoza. Disse: "Alla fine ho capito che la lotta armata era l'unica soluzione, che un fucile non può essere accolto con un fiore, che eravamo in strada, ma se quella forza non si organizzava non avremmo ottenuto molto. Per me è stato il momento della convinzione: o prendevo e armi e mi sarei impegnata totalmente o non avrei cambiato nulla".
Ottenne l'attenzione nazionale per la sua partecipazione al rapimento e all'omicidio del generale Reynaldo Pérez Vega (soprannominato "El Perro", o "il cane"). Pérez Vega era vice comandante della Guardia Nazionale di Anastasio Somoza. L'8 marzo 1978, Astorga invitò il generale nel suo appartamento a Managua, accennandogli che i favori sessuali che aveva a lungo cercato sarebbero stati concessi.  Al suo arrivo, tuttavia, tre membri del Fronte Sandinista di Liberazione Nazionale (FSLN) – Hilario Sánchez (1953-1983), Raúl "El Zorro" Venerio Granera (1945-2019) e Walter Ferreti (1956-1988) – irruppero dall'armadio della sua camera da letto e presero il generale. Il piano era di riscattarlo con i rivoluzionari sandinisti incarcerati, ma Pérez Vega si oppose e fu assassinato. Più tardi, con la gola tagliata, fu trovato avvolto in una bandiera sandinista. Astorga disse del suo omicidio: "Non è stato un omicidio. Era troppo un mostro".
In un'intervista poco prima della sua morte, descrisse i suoi sentimenti riguardo al suo ruolo nell'omicidio di Pérez Vega in questo modo:
"... A volte le persone mi chiedono perché non provo alcun senso di colpa nei confronti del "cane". Vogliono sapere come ho potuto fare qualcosa di così feroce senza sentirmi in colpa. Credo di non sentirmi in colpa per tre motivi. In primo luogo, dovevamo rapirlo, non ucciderlo. In secondo luogo, non ero lì al momento della sua morte. E in terzo luogo, rappresentava la repressione. Era praticamente il secondo in comando di Somoza, quello che ha condotto tutte quelle operazioni omicide nel nord, quello che ha massacrato così tante persone a Masaya. Era davvero un mostro. Ho capito la sua morte come parte della lotta di liberazione...".
Divenne oggetto di una caccia all'uomo a livello nazionale e poi apparve al pubblico nicaraguense sulle pagine di La Prensa, il giornale di opposizione della nazione. Indossava tute da giungla e portava un fucile d'assalto AK-47. Astorga era fuggita nella giungla e si era unita ai rivoluzionari sandinisti. Lì, rimase incinta del suo terzo figlio avuto da José María Alvarado, un importante sandinista. Con lui ebbe anche un quarto figlio.

## Ministro della Giustizia e Nazioni Unite
Dopo che i sandinisti presero il potere nel luglio 1979, Astorga fu nominata Vice Ministro della Giustizia. In quella posizione supervisionò i processi di circa 7.500 membri della Guardia Nazionale di Somoza.
Nel 1984, la sua nomina ad ambasciatrice negli Stati Uniti fu rifiutata dall'amministrazione Reagan a causa del suo coinvolgimento nell'uccisione del generale Reynaldo Pérez Vega. Vega era stato un agente operativo della CIA.
Astorga divenne vice rappresentante presso le Nazioni Unite nel 1984 e nel marzo 1986 divenne ambasciatrice del Nicaragua presso quell'organismo, ruolo che mantenne fino alla sua morte nel 1988. Fu determinante nel far riconoscere alle Nazioni Unite una sentenza della Corte Internazionale di Giustizia, Nicaragua contro Stati Uniti, che ha dichiarato illegale il sostegno degli Stati Uniti ai Contras.

## Morte
Il 14 febbraio 1988, "La Norita" morì di cancro al collo dell'utero a Managua, all'età di 39 anni. Al servizio commemorativo fu suonata la canzone "Mariel" dai membri della KBC Band, Jack Casady and Paul Kantner: la canzone era stata ispirata da Nora Astorga.

## Premi e riconoscimenti
- 1987 - Insignita del titolo di "Eroe della Patria e della Rivoluzione"
- 1987 - Insignita dell'Ordine di Carlos Fonseca, che all'epoca era il più alto ordine del Nicaragua.[3]
- Appare come una delle dodici apostole nel murale della Visitación a Casa Ave Maria a Managua.
- A Managua è stato intitolato un barrio, o quartiere, che porta il suo nome.